# Escuts i banderes del Maresme

Escut oficial del Maresme

Els escuts i banderes del Maresme són el conjunt de símbols que representen els municipis d'aquesta comarca.
Pel que fa a l'escut comarcal, cal dir que aquests escuts s'han creat expressament per representar els Consells i, per extensió, són el símbol de tota la comarca. En el cas de l'ens supramunicipal del Maresme s'ha oficialitzat l'escut, unes armes parlants, amb les ondes que representen el mar i fan al·lusió al nom de la comarca; la bordura simbolitza els quatre pals de l'escut de Catalunya.
No tenen escut ni bandera oficial els municipis d'Arenys de Mar, Mataró, Premià de Dalt, Tiana i Vilassar de Dalt.

## Escuts oficials
En aquest apartat s'inclouen els escuts oficialitzats des de 1981 per la conselleria de Governació de la Generalitat de Catalunya, que en té la competència.

Alella Publicat al DOGC el 31 de maig del 2001.[1]
Argentona Publicat al DOGC el 7 d'octubre de 1992.[2]
Arenys de Munt Publicat al DOGC el 18 d'octubre de 2017.[3]
Cabrera de Mar Aprovat el 6 de setembre de 1994.[4]
Cabrils Publicat al DOGC l'1 d'abril del 2003.[5]
Caldes d'Estrac Aprovat el 15 d'abril de 1982.[6]
Calella Aprovat el 24 d'abril de 1989.[7]
Canet de Mar Publicat al DOGC el 18 de juny de 2025.[8]
Dosrius Publicat al DOGC el 9 d'agost del 2000.[9]
Malgrat de Mar Publicat al DOGC el 17 de febrer del 2025.[10]
el Masnou Publicat al DOGC el 4 de gener del 2006.[11]
Montgat Publicat al DOGC el 30 de maig del 2011.[12][13]
Òrrius Publicat al DOGC el 9 de maig del 2001.[14]
Palafolls Aprovat el 21 d'abril de 1983.[15]
Pineda de Mar Aprovat el 22 de gener de 1991.[16]
Premià de Mar Aprovat el 3 de juliol de 1996.[17]
Sant Andreu de Llavaneres Publicat al DOGC el 16 d'octubre de 1992.[18]
Sant Cebrià de Vallalta Aprovat el 12 de juny de 1997.[19]
Sant Iscle de Vallalta Publicat al DOGC el 29 de setembre de 1993.[20]
Sant Pol de Mar Publicat al DOGC el 7 d'agost de 2019.[21]
Sant Vicenç de Montalt Aprovat el 29 de gener de 1988.[22]
Santa Susanna aprovat el 7 de juliol de 1987.[23]
Teià Publicat al DOGC el 23 d'octubre de 1996.[24]
Tordera Aprovat el 21 de novembre de 1984.[25][26]
Vilassar de Mar Aprovat el 28 de febrer de 1990.[27]

## Escuts no oficials
Altres escuts en ús i aprovats pels respectius municipis, però sense haver estat oficialitzats per la Generalitat, són els següents:

Arenys de Mar
Mataró
Vilassar de Dalt

## Banderes oficials
En aquest apartat s'inclouen les banderes oficialitzades des de 1981 per la conselleria de Governació de la Generalitat de Catalunya, que en té la competència.

Argentona Publicada al DOGC el 20 d'abril de 1994.[28]
Dosrius Publicada al DOGC el 20 d'abril de 2007.[29]
el Masnou Publicada al DOGC el 30 de desembre de 2008.[30]
Montgat Publicada al DOGC el 13 de setembre de 2012.[31]
Òrrius Publicada al DOGC el 19 d'abril de 2005.[32]
Palafolls Publicada al DOGC l'11 d'agost de 2006.[33]
Sant Andreu de Llavaneres Publicada al DOGC el 3 de setembre de 1993.[34]
Sant Cebrià de Vallalta Publicada al DOGC el 27 de juny de 2006.[35]
Sant Iscle de Vallalta Publicada al DOGC el 14 de novembre de 1994.[36]
Teià Publicada al DOGC el 22 de juny de 2006.[37]

## Banderes no oficials
Altres banderes en ús i aprovades pels respectius municipis, però sense haver estat oficialitzades per la Generalitat, són les següents:

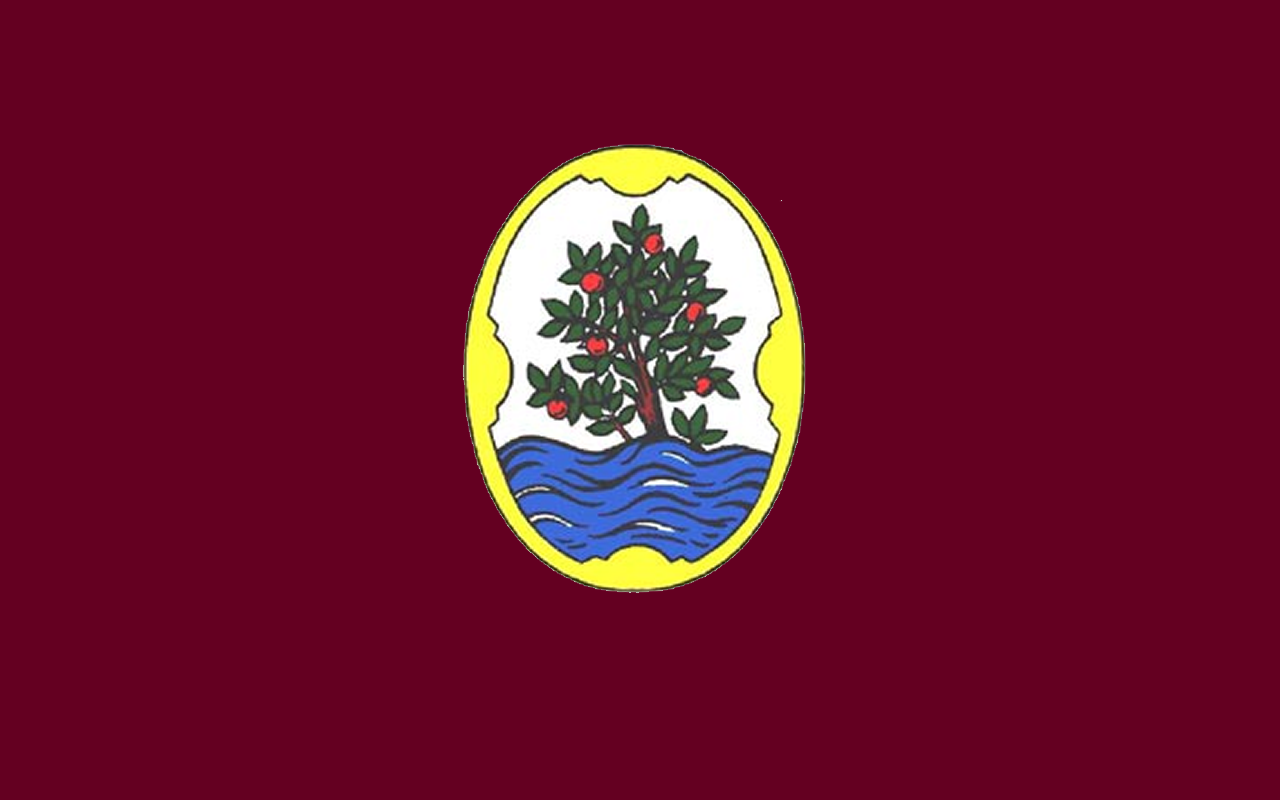
Arenys de Mar
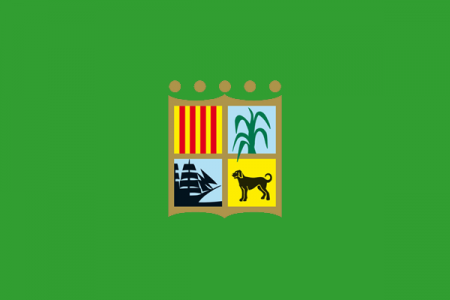
Canet de Mar
Mataró